# Glynor Plet
Glynor Plet (Amsterdam, 30 gennaio 1987) è un ex calciatore olandese, di ruolo attaccante.

## Palmarès

### Club

#### Competizioni nazionali
- Coppa del Belgio: 1

Genk: 2012-2013
- Coppa d'Israele: 1

Maccabi Haifa: 2015-2016